# Albinas Kusta
Albinas Kusta (* 26. Oktober 1940 in Kušliai, Gebiet Užpaliai, jetzt Rajongemeinde Utena) ist ein litauischer Hydrotechniker.

## Leben
1963 absolvierte er das Diplomstudium an der Lietuvos žemės ūkio akademija (LŽŪA) und 1988 promovierte zum Kandidaten Nauk in Technikwissenschaften.
Ab 1968 lehrte er an der LŽŪA (jetzt Aleksandras-Stulginskis-Universität). Von 1980 bis 1985 war er Leiter des Lehrstuhls für Hydrotechnik, von 1994 bis 2004 Rektor und ab 2004 Prorektor der Universität, ab 1990 Professor.
Seit 2004 ist er Ehrendoktor der Landwirtschaftlichen Universität Lettlands.

## Bibliografie
- Siurbliai ir siurblinės, vadovėlis, su kitais, 1975
- Žemės ūkio vandentieka, vadovėlis, su kitais, 1977
- Daržovių lietinimas, monografija, 1976
- Žemės ūkio kultūrų drėkinimo režimas, monografija, 1984
- Geriamasis vanduo sodyboje, 2003